# Kantorowice (Kraków)
Kantorowice – obszar Krakowa wchodzący w skład Dzielnicy XVII Wzgórza Krzesławickie, dawna niewielka osada folwarczna położona 13 km na północny wschód od centrum Krakowa.
Wieś duchowna, własność Opactwa Cystersów w Mogile, położona była w drugiej połowie XVI wieku w powiecie proszowskim województwa krakowskiego. Do 1951 r. podkrakowska osada wiejska. W 1951 roku Kantorowice zostały włączone do Krakowa jako LVII dzielnica katastralna, która stanowiła część dzielnicy administracyjnej Nowej Huty.

## Etymologia nazwy
Nazwa patronimiczna osady folwarcznej Kantorowice wywodzi się bezpośrednio od imienia swojego patrona lub zasadźcy, Kantora i jego rodowitych potomków, którym nadano obszar ziemi lennej przez zakon bożogrobców z Miechowa – według relacji zakonnika cysterskiego Alberyka z Trois-Fontaines we Francji. Niemieckie zapisy kronikarskie odnotowują około roku 1240 pierwotną nazwę Kantorowic jako „Kantersdorf” - społeczność zakonną cystersów z Miechowa tworzyli wówczas głównie Czesi i Niemcy. Od roku 1288 datuje się spolszczoną nazwę „Kantorowice”, którą przywrócono za panowania Henryka IV Probusa.

## Historia
Wieś Kantorowice po raz pierwszy jest wzmiankowana w 1288 roku, od tego czasu należała do zakonu bożogrobców w Miechowie i podlegała parafii w Raciborowicach, jako własność zakonu.
W XIV w. w Kantorowicach kilkakrotnie zmieniali się właściciele. Na początku wieku przejęła je rodzina Bogoriów, kolejnym właścicielem został Paszek z Barućwierdzy, a w 1395 r. odsprzedał wieś Hankowi z Chełmu, którego synowie sprzedali ją zakonowi cystersów w Mogile.
W 1373 r. Elżbieta Łokietkówna przeniosła wieś z prawa polskiego na prawo średzkie. W XV w. na terenie Kantorowic znajdowała się karczma, a w XVIII dwór szlachecki i młyn.
W latach 1815–1846 Rzeczypospolitej Krakowskiej wieś Kantorowice przynależała do gminy Mogiła. W roku 1832 Komisja Włościańska oczynszowała miejscowość Kantorowice wraz z innymi wsiami należącymi do opactwa cystersów w Mogile.

## Demografia
Historyczna zabudowa Kantorowic zamyka się w obecnych ulicach: Kantorowicka i Zakole.
Kantorowice pod koniec XVIII w. liczyły 27 domów i ok. 200 mieszkańców, w połowie XIX wieku – nieco ponad 30 domów, a w latach 30. XX w. – 25 domów.
Nazwiska typowe dla Kantorowic: Kantorowski, Kaczmarek, Młynarczyk (do XVIII w.).

## Środowisko
Kantorowice, jak i okoliczne osady wiejskie, miały charakter rolniczy, czemu sprzyjały żyzne gleby Wzgórz Krzesławickich (tereny lessowe Płaskowyżu Proszowickiego). Pomiędzy wsiami Kantorowice a Zesławice, przy korycie potoku Luborzyckiego, zwanego obecnie Baranówka znajdował się zabytkowy młyn.

## Kościół parafialny
W latach 1985–1986 w Kantorowicach wzniesiono kościół pod wezwaniem św. Stanisława, Biskupa i Męczennika. Projekt architektoniczny opracował inż. arch. Roman Łomnicki, plany budowli uległy uproszczeniom i modyfikacjom.
Wnętrze kościoła parafialnego charakteryzuje się układem quasi-trójnawowym (pseudo-bazylikowym). W ołtarzu głównym znajduje się obraz „Apoteoza św. Stanisława”, namalowany przez Piotra Moskala. Centralne okno nad chórem kościelnym wypełnia witraż przedstawiający św. Jadwigę Królową Polski. W zbiorach kościelnych znajdują się także zabytki barokowe, a mianowicie XVII-wieczny krucyfiks oraz figury dwóch aniołów, umieszczone po bokach tabernakulum na czołowej ścianie prezbiterium.